# Hunting Valley
Hunting Valley és una població dels Estats Units a l'estat d'Ohio. Segons el cens del 2000 tenia 735 habitants.

## Demografia
Segons el cens del 2000, Hunting Valley tenia 735 habitants, 284 habitatges, i 241 famílies. La densitat de població era de 35,6 habitants/km².
Dels 284 habitatges en un 27,8% hi vivien nens de menys de 18 anys, en un 77,8% hi vivien parelles casades, en un 4,9% dones solteres, i en un 15,1% no eren unitats familiars. En el 13,7% dels habitatges hi vivien persones soles el 6% de les quals corresponia a persones de 65 anys o més que vivien soles. El nombre mitjà de persones vivint en cada habitatge era de 2,59 i el nombre mitjà de persones que vivien en cada família era de 2,8.
Per edats la població es repartia de la següent manera: un 21,6% tenia menys de 18 anys, un 4,4% entre 18 i 24, un 14,4% entre 25 i 44, un 35,9% de 45 a 60 i un 23,7% 65 anys o més.
L'edat mediana era de 51 anys. Per cada 100 dones de 18 o més anys hi havia 91,4 homes.
Entorn del 2,1% de les famílies i el 2,3% de la població estaven per davall del llindar de pobresa.

## Poblacions més properes
El següent diagrama mostra les poblacions més properes.